# 적포도주

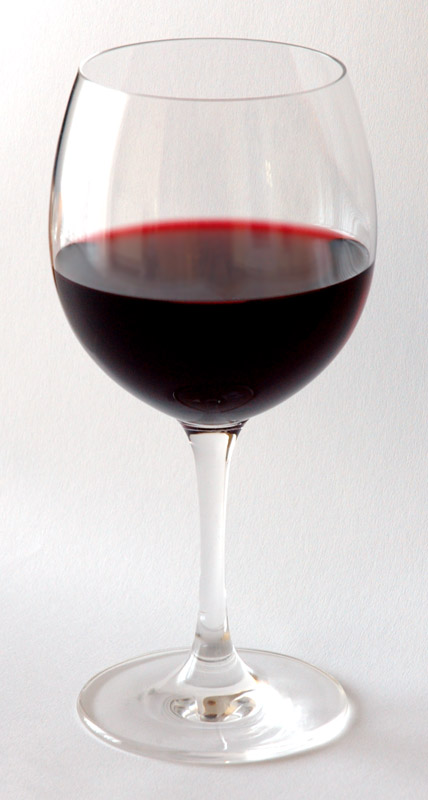
백포도주

적포도주(赤葡萄酒) 또는 레드 와인(red wine)은 껍질을 벗기지 않은 포도로 빚은 포도주를 말한다. 이 포도주의 색상은 강한 보란색부터 벽돌색, 갈색까지 다양하다. 대부분의 보라색 포도의 과즙은 녹백색이며, 붉은색은 포도 껍질에 존재하는 안토시아닌 색소에서 나온다. 적포도주의 양조는 포도의 숙성과 수확, 과즙의 조정, 알코올 발효의 양조 준비 단계와 실제 양조를 거쳐 병입으로 끝나며, 양조의 대부분은 포도 껍질에서 색과 향미 성분을 추출하는 과정을 포함한다.

## 품종
면적별 상위 20개 적포도 품종(알파벳순)은 다음과 같다.:
- 알리칸테 앙리 부쉐(Alicante Henri Bouschet)
- 바르베라(Barbera)
- 보발(Bobal)
- 카베르네 프랑(Cabernet Franc)
- 카베르네 소비뇽(Cabernet Sauvignon)
- 까리냥(Carignan)
- 씬소(Cinsaut)
- 말벡(Malbec)
- 두스 누아르(Douce noir)
- 가메(Gamay)
- 그르나쉬(Grenache)
- 이사벨라(Isabella)
- 메를로(Merlot)
- 몬테풀치아노 Montepulciano)
- 무르베드르(Mourvèdre)
- 피노 누아르(Pinot noir)
- 산지오베제(Sangiovese)
- 시라(Syrah)
- 템프라니요(Tempranillo)
- 진판델(Zinfandel)

면적별 다음 상위 30개 적포도 품종(알파벳순)은 다음과 같다.:
- 알리아니코(Aglianico)
- 블라우프랜키슈(Blaufränkisch)
- 보르도(Bordô)
- 까르메네(Carménère)
- 카스텔랑(Castelão)
- 콩코드(Concord)
- 코르비나 베로네세(Corvina Veronese)
- 크리오랴 그란데(Criolla Grande)
- 크로아티나(Croatina)
- 돌체토(Dolcetto)
- 도른펠더(Dornfelder)
- 마루푸(Marufo)
- 멘차(Mencía)
- 블랙 머스캣(Black Muscat)
- 네비올로(Nebbiolo)
- 네그로아마로(Negroamaro)
- 네로다볼라(Nero d'Avola)
- 파미드(Pamid)
- 프티 베르도(Petit Verdot)
- 피노 뫼니에(Pinot Meunier)
- 피노타주(Pinotage)
- 프로쿠파크(Prokupac)
- 루비 카베르네(Ruby Cabernet)
- 사페라비(Saperavi, საფერავი)
- 타나(Tannat)
- 틴타 바로카(Tinta Barroca)
- 토리가 프란카(Touriga Franca)
- 토리가 나시오나우(Touriga Nacional)
- 트린카데이라(Trincadeira)
- 츠바이겔트(Zweigelt)

## 생산

### 포도 가공
적포도주 생산의 첫 번째 단계는 수확 후 포도를 물리적으로 가공하는 것이다. 손으로 따거나 기계로 수확한 포도는 일반적으로 양조장에 도착하면 수납통에 담아 스크류 메커니즘을 통해 포도 가공 장비로 운반된다.

### 줄기 제거 및 분쇄
양조장에 도착하면 일반적으로 개별 알맹이, 전체 송이(특히 손으로 수확한 포도 포함), 줄기 및 잎이 혼합되어 있다. 발효 중 줄기가 있으면 와인에서 쓴 맛이 날 수 있으며, 탈진의 목적은 줄기와 잎에서 포도를 분리하는 것이다. 기계식 탈진기는 일반적으로 포도 크기의 구멍이 뚫린 회전 케이지로 구성된다. 이 케이지 내에는 동심축이 있으며 arm이 케이지의 내부 표면을 향해 방사한다. 포도는 케이지의 구멍을 통과하고, 줄기와 잎은 케이지의 열린 끝을 통해 배출된다.
줄기 제거 후 포도는 일반적으로 가볍게 으깨어진다. 분쇄는 일반적으로 한 쌍의 롤러로 구성되며, 그 사이의 간격은 일반적으로 와인메이커의 선호에 따라 가볍게, 단단하게 또는 분쇄하지 않도록 조절할 수 있다.
포도, 껍질, 주스, 씨앗의 혼합물을 머스트(Must)라고 한다. 그런 다음 머스트는 발효를 위해 종종 스테인레스 스틸이나 콘크리트로 만들어진 탱크 또는 오크 통과 같은 용기로 펌핑된다.
대부분의 현대식 포도주 양조 장비와 마찬가지로, 줄기 제거기와 압착기는 보통 스테인리스 스틸(포도와 물리적으로 접촉하는 부분은 식품 등급 스테인리스 스틸)로 만들어진다.

### 보존제의 추가 사항
보존제 이산화황은 일반적으로 포도가 와이너리에 도착할때 첨가된다. 첨가율은 완벽하게 건강한 포도의 경우 0에서 부패율이 높은 포도의 경우 최대 70mg/리터까지 다양하다. 목적은 산화를 방지하고 때로는 발효 시작을 지연시키는 것이다.
포도가 와이너리에 도착하면 방부제인 이산화황이 첨가되는 것이 일반적이다. 완벽하게 건강한 포도의 경우 0에서 최대 70mg/L까지, 부패율이 높은 포도의 경우에는 0에서 최대 70mg/L까지 첨가율이 다양하다. 산화를 방지하고 때로는 발효의 시작을 늦추는 것이 목적이다.
이 단계에서는 침출 효소(예: 글루칸가수분해효소)를 첨가하여 껍질에서 색상과 과일향을 추출하고 압착을 용이하게 할 수도 있다.
탄닌은 포도주 제조 과정 중에 바로 첨가될 수도 있고, 나중에 첨가될 수도 있고, 전혀 첨가되지 않을 수도 있다. 탄닌은 색상을 안정화하고 산화를 방지하며 부패의 영향을 퇴치하는 데 도움이 되도록 첨가할 수 있다.

### 머스트 냉각
일부 와인메이커는 발효 전 숙성("냉침지") 기간을 1~4일로 두기 위해 머스트를 약 10 °C로 식히는 것을 선호한다. 이 아이디어는 알코올이 존재할 때 발효 후 숙성에서 발생하는 탄닌 추출 없이 색상과 과일 풍미가 수용액으로 추출된다는 것리다. 이 관행은 결코 보편적인 것은 아니며 아마도 신세계 와인 생산 국가에서 더 흔할 것이다.

### 발효
머스트가 발효 용기에 들어가면 포도 껍질이나 환경에 자연적으로 존재하는 효모가 이후 알코올 발효를 시작하고, 머스트에 존재하는 당이 알코올로 전환되고 이산화탄소와 열을 부산물로 발생시킨다. 그러나 많은 와인 와인메이커는 보통 사카로미세스 세레비시아 종의 특별히 선별된 효모를 첨가하여 발효 과정을 더 면밀하게 제어하기를 선호한다. 수백 가지 다른 종류의 와인 효모가 상업적으로 이용 가능하며, 많은 와인 와인메이커는 특정 균주가 포도 품종과 와인 스타일에 따라 어느 정도 적합하다고 믿는다. 또한 이 단계에서 종종 디암모늄포스페이트의 형태로 효모 영양소를 첨가하는 것이 일반적이다.

### 펌핑 오버
머스트를 발효 용기에 넣은 직후, 고체와 액체 단계가 분리된다. 껍질은 표면으로 떠올라 캡을 형성한다. 색상과 풍미 성분의 효율적인 추출을 촉진하기 위해 껍질의 캡과 액체 단계 사이의 접촉을 최대화하는 것이 중요하다. 이는 다음을 통해 달성할 수 있다.:
- 펌핑 오버(pumping over, 탱크 바닥에서 액체를 펌핑하여 플로팅 캡 위로 분사하는 작업. 일반적으로 이 작업은 발효 중 하루에 여러 번 수행됨)
- 펀칭다운더캡(punching down the cap, 수동 또는 자동화된 기계 시스템 사용)
- 캡을 담그다(submerging the cap, 캡은 물리적인 제한으로 액체상 표면 아래에 유지됨)
- 배수 및 반환(drain and return, 위의 기술은 모두 배수 및 반환 작업으로 보완될 수 있으며, 이 작업에서는 액체상을 스킨에서 다른 용기로 배수한 다음 스킨 위로 다시 펌핑한다.)

### 온도 제어
발효는 열을 생성하며, 통제하지 않으면 발효 온도가 40°C를 초과할 수 있으며, 이는 풍미를 손상시키거나 효모를 죽일 수도 있다. 따라서 온도는 종종 다른 냉장 시스템을 사용하여 제어된다. 와인메이커는 발효에 이상적인 온도에 대해 서로 다른 의견을 가지고 있지만 일반적으로 더 낮은 온도(25-28°C)는 조기에 마실 수 있는 과일이 풍부한 적포도주을 생산하는 반면, 더 높은 온도(28-35°C)는 장기 숙성에 적합한 더 많은 탄닌이 있는 와인을 생산한다.

### 발효 후
와인메이커는 보통 발효액의 밀도와 온도를 하루에 한두 번 확인다. 밀도는 당 함량에 비례하며 발효에 의해 당이 알코올로 전환됨에 따라 매일 떨어질 것으로 보고있다.

### 압착
포도주 양조에서 압착은 포도에서 주스를 추출하는 과정이다. 이는 와인프레스, 손으로, 포도 열매와 포도송이 자체의 무게로 수행할 수 있다. 과거에는 손상되지 않은 포도 송이를 발로 밟았지만, 오늘날 대부분의 와이너리에서는 포도를 으깨거나 줄기에서 제거하는 기계를 거쳐 포도알을 줄기에서 분리하고 껍질을 깨서 약간의 즙을 낸 다음 압착한다. 샴페인과 같이 지역에서 발포성 포도주를 생산하는 경우처럼 예외도 있는데, 전통적으로 포도를 줄기까지 압착하여 페놀 함량이 낮고 가벼운 포도주를 생산한다.
와인메이커는 와인 제조 과정 대부분에서 자유롭게 흘러내리는(free-run) 주스와 압착 와인을 따로 보관하고(심지어 서로 다른 압력 수준/압착 단계를 거쳐 생산된 와인을 추가 분리하기도 함) 각 와인을 따로 병에 담거나 나중에 각각의 일부를 섞어 더욱 완전하고 균형 잡힌 와인을 만든다. 실제로 많은 와인의 양은 85~90%가 자연 분비 free run되는 주스이고 10~15%가 압착 주스이다.

### 압착 유형
와인 압착에는 여러 가지 유형이 있지만, 대체로 연속 압착와 탱크 압착로 나눌 수 있다.
현대 와인 제조는 연속 압착보다 포도를 더 부드럽게 짜는 공기압 멤브레인이 있는 탱크 압착를 선호하는 경향이 있다. 압착 와인은 종종 자유롭게 흘러내리는 와인과 분리하여 나중에 블렌딩하거나 폐기하기 위해 보관한다.

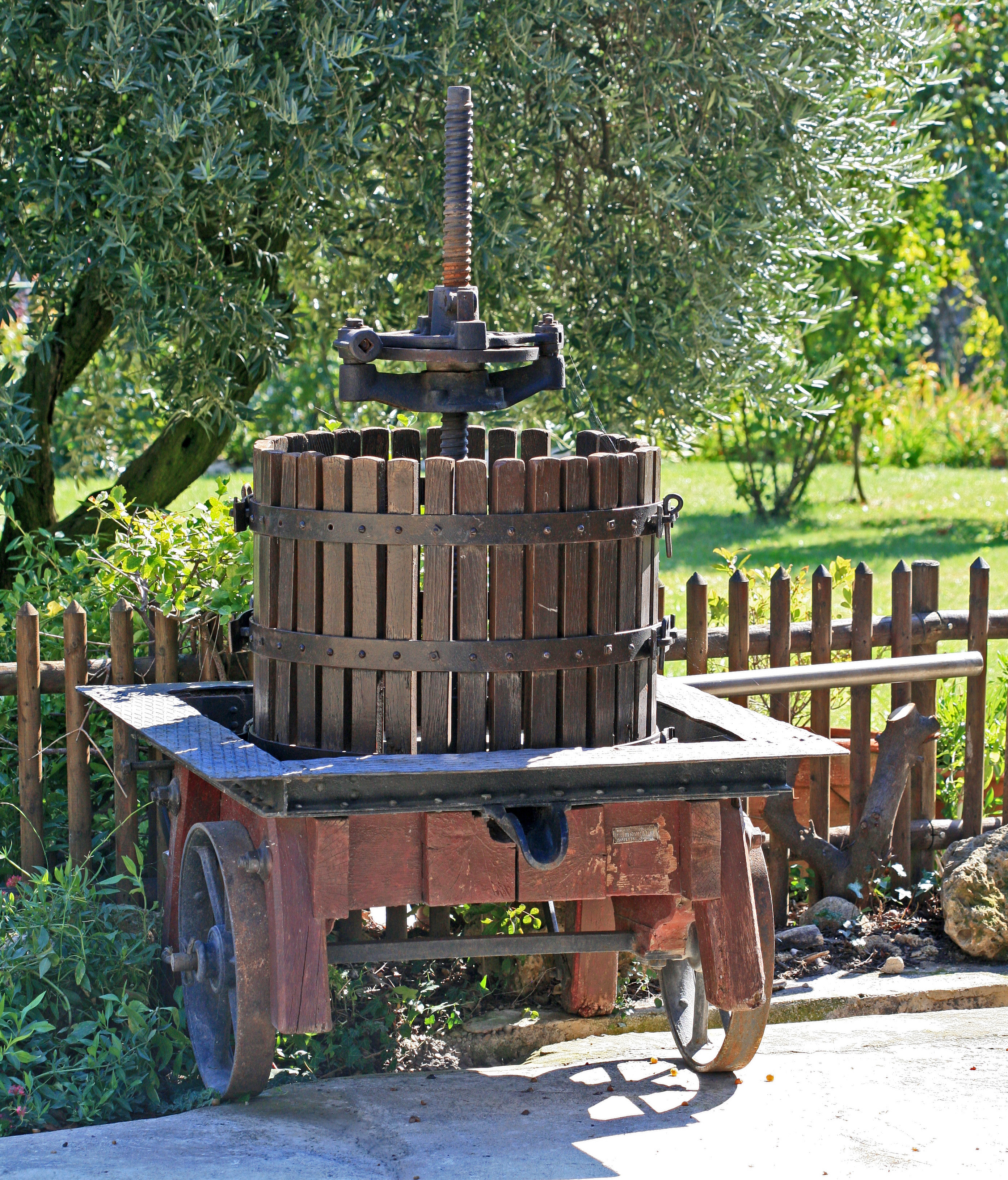
오래된 포도주 압착기. 지하실에서 꺼내어 장식용으로만 사용되고 있다.
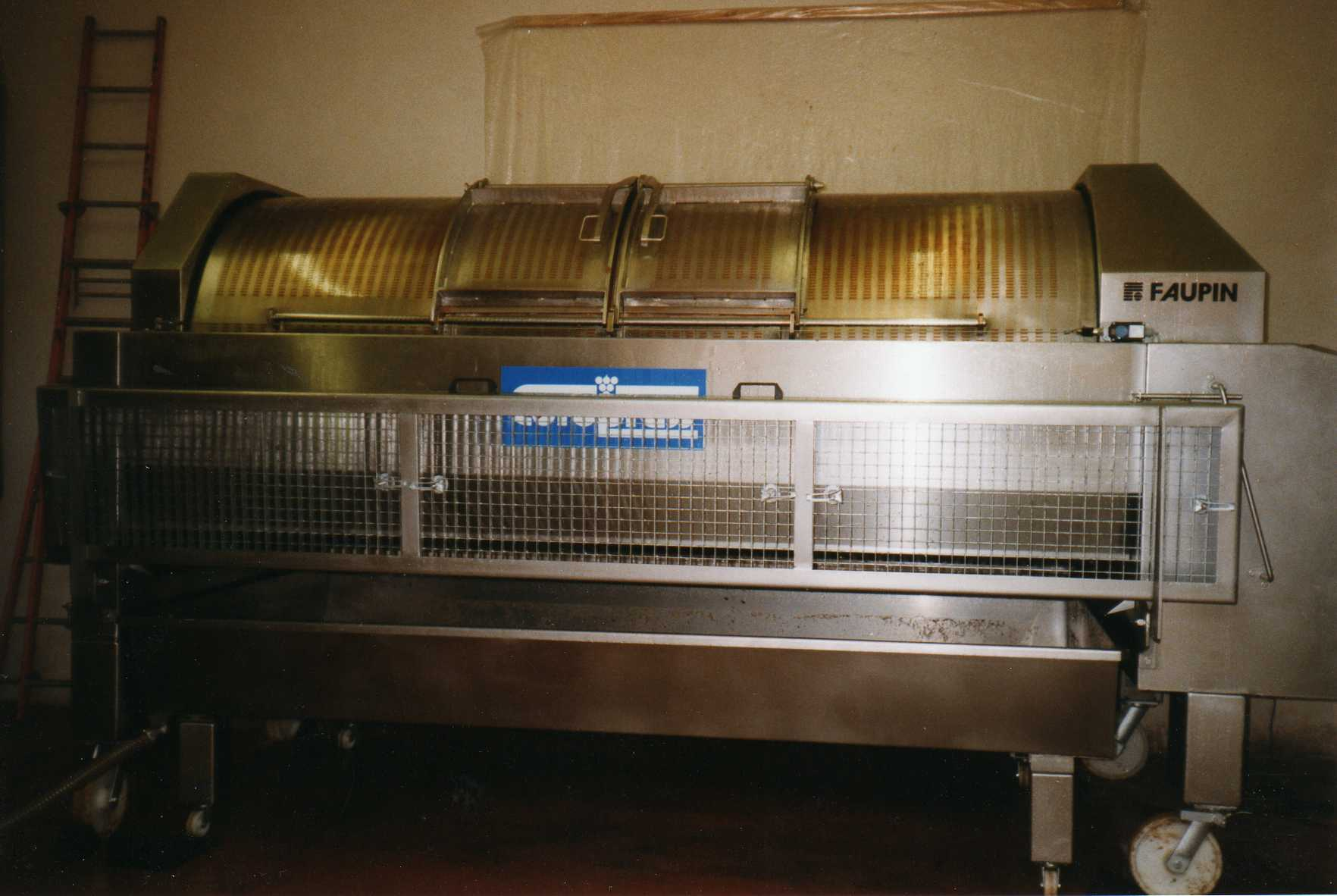
프레싱에 사용되는 공압 프레스.
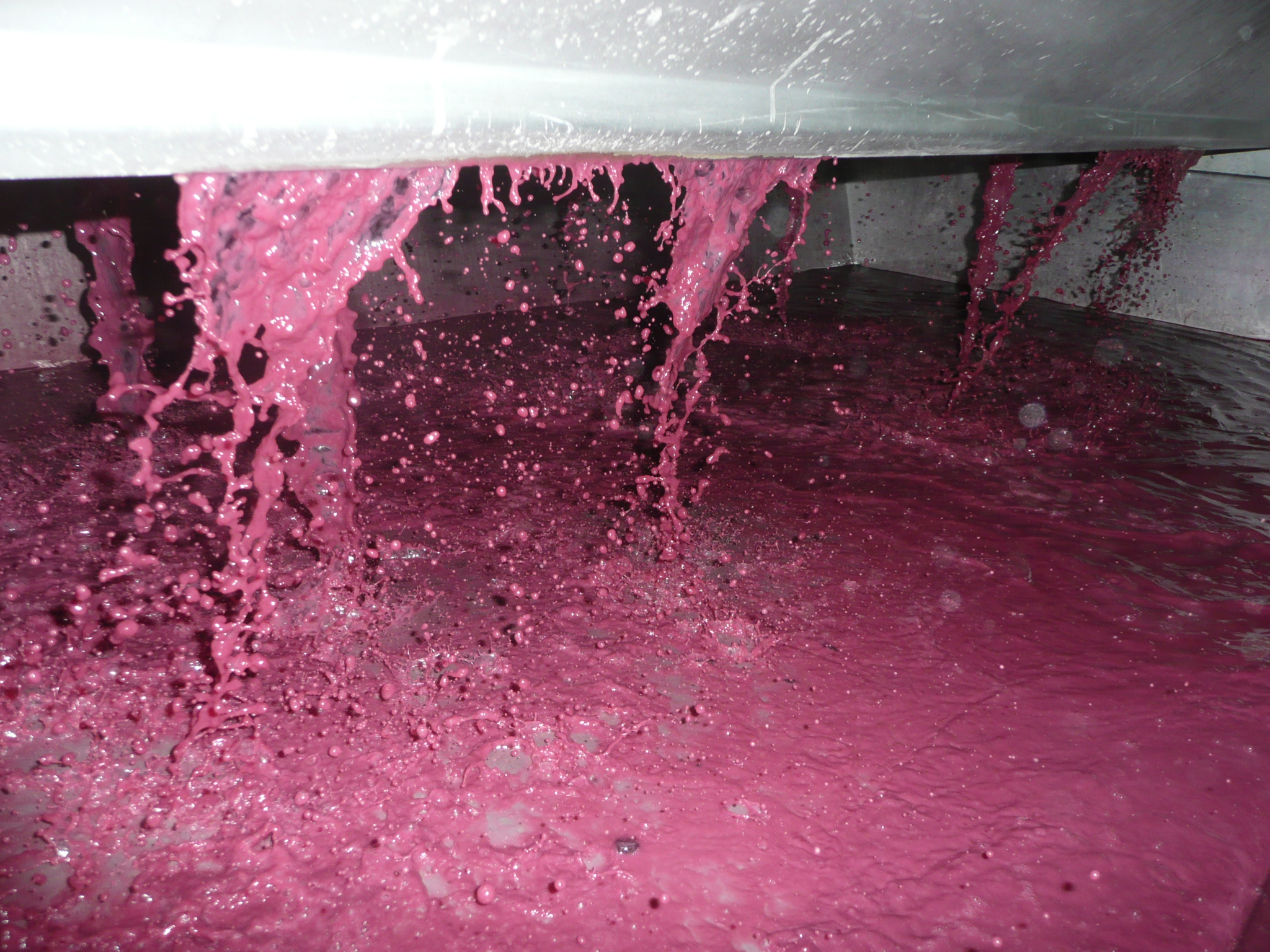
포도를 압착하여 즙을 내보내는 모습.

### 젖산 발효
두 번째 미생물학적 변형은 일반적으로 적포도주의 알코올 발효 후에 일어난다. 이것은 일반적으로 젖산 발효(MLF)라고 하며, 포도 주스에 자연적으로 존재하는 말산이 박테리아의 영향으로 젖산으로 전환된다(엄밀히 말하면 발효는 아니다). MLF는 거의 보편적으로 적포도주에 사용된다. 와이너리에 유산균이 있기 때문에 종종 자연적으로 발생하지만, 필요한 경우 MLF에 접종하기 위해 상업적으로 이용 가능한 박테리아 제제도 있다.

### 침전물 제거
MLF가 완료되면 일반적으로 적포도주에서 침전물(죽은 효모 세포와 기타 고형물)을 제거하고, 산화와 박테리아 부패를 방지하기 위해 이산화황 보존제를 첨가한다.

### 숙성

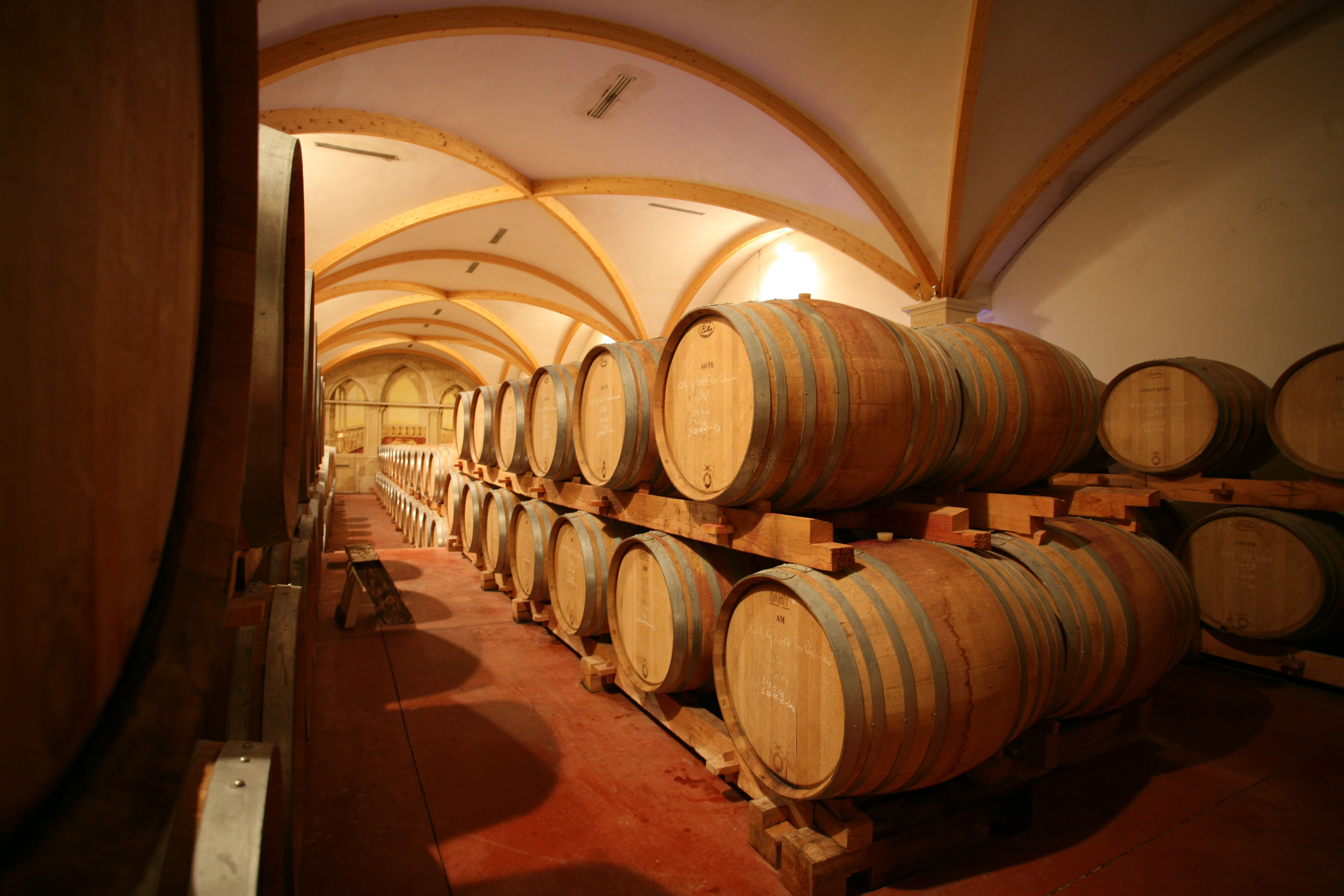
오크통에 숙성된 와인을 보관하는 모습.

대부분의 적포도주은 병에 담기 전에 일정 기간 동안 숙성되지만, 보졸레 누보의 경우 며칠, 보르도 적포도주의 경우 18개월 이상까지 다양하다. 숙성은 스테인리스 스틸 또는 콘크리트 탱크에서 진행되거나 작거나 큰 오크통에서 진행될 수 있다. 후자는 연도와 크기에 따라 와인에 약간의 풍미를 더한다(작고 새로운 통은 크고 오래된 통보다 풍미가 더 강하다).

### 청징 및 안정화
적포도주는 때때로 청징(fining)을 거치는데, 이는 와인을 맑게 하고 때로는 과도한 타닌과 같은 결함을 교정하기 위해 고안된 것이다. 청징제로는 달걀 흰자와 젤라틴이 있다. 일부 적포도주, 특히 초기에 마시도록 고안된 적포도주는 병에 보기 흉한 타르트레이트 결정이 침전되는 것을 방지하기 위해 저온 안정화한다.

### 여과 및 병입
대부분의 와인은 병입하기 전 한 단계에서 여과되지만, 일부 와인메이커는 여과가 없는 것을 마케팅 도구로 사용한다. 여과는 와인을 완전히 투명하게 만들고 병입된 와인을 미생물학적으로 불안정하게 만들 수 있는 잔여 효모 세포·박테리아를 제거하는 역할을 한다. 와인은 일반적으로 코르크 마개가 있는  유리병에 채워지지만, 알루미늄 스크류캡 클로저 및 플라스틱 마개도 일반적으로 사용된다. 백인박스, 테트라팩 및 플라스틱병과 같은 대체 용기도 사용된다.

## 소비
유럽과 북미는 적포도주의 주요 소비 지역이지만, 국가마다 구매 행동이 다르다. 미국인은 와인을 구매할 때 포도 품종을 우선시하는 반면, 스페인인은 AOC에 초점을 맞추고, 스위스인은 최상의 가격을 찾는다.
영국에서는 2001년부터 2005년 사이에 적포도주 소비량이 35.71% 증가하여, 영국에서 가장 많이 소비되는 와인이 되었고, 전체 와인 소비량의 절반 이상을 차지했다. 스페인에서는 적포도주가 전체 와인 소비량의 52%를 차지하고, 2004년 이탈리아에서는 55.6%, 스위스에서는 70%를 차지한다.
캐나다에서는 2004년 전체 와인 판매량의 52.3%를 적포도주가 차지해 가장 큰 비중을 차지했지만, 지역별로 차이가 있으며, 퀘벡주에서는 적포도주가 더 선호된다. 미국에서는 여성층이 선호하는 백포도주와 남성층이 선호하는 적포도주가 균형을 이루고 있다.
호주에서는 여전히 백포도주가 선호되고 있지만, 적포도주도 많은 곳에서 시장 점유율을 확대하고 있다. 적포도주 소비는 호주에서 상당한 성장을 경험하고 있다. 일본에서는 이제 적포도주 소비가 화이트와인을 앞지르며 전체 와인 소비의 48%를 차지하는 반면 화이트와인은 43%를 차지한다. 적포도주의 시장 점유율은 다른 유형의 와인에 비해 증가하고 있지만, 여러 국가에서 전반적인 와인 소비량은 감소하고 있다. 예를 들어, 아르헨티나의 와인 소비는 지속적으로 감소하여 2003년에서 2004년 사이에 -10%의 변화를 보였다.
2013년에 중국은 프랑스와 이탈리아를 제치고 세계 최대의 적포도주 소비국이 되었다.

## 같이 보기
- 포도주가 건강에 미치는 영향
- 포도주의 보관